# Domnești (Argeș, Rumunjska)
Domnești je općina u županiji Argeș u Rumunjskoj. Općina se sastoji od jednog istoimenog sela Domnești.